# Museo Arqueológico de Tenos
El Museo Arqueológico de Tenos es uno de los museos de Grecia. Se encuentra ubicado en la capital de la isla de Tenos, perteneciente al archipiélago de las Cícladas. Se encuentra en un edificio construido a principios de la década de 1960.
Contiene una serie de piezas arqueológicas procedentes de la isla que incluyen objetos procedentes del templo de Poseidón y Anfitrite de Kionia y de un santuario de Deméter. Entre ellos se hallan esculturas de periodos comprendidos entre la época arcaica y la época romana, inscripciones, elementos arquitectónicos, monedas y piezas de cerámica. La cerámica, en concreto, abarca una cronología comprendida entre la época micénica y la época romana.
Entre las piezas más destacada se halla un ánfora del siglo VII a. C. procedente del santuario de Deméter con representaciones de hoplitas, animales, carros y una escena mitológica. En otra ánfora de la misma época se representan dos figuras que se han interpretado como Teseo y Ariadna además de otros personajes danzando. También destacan un relieve que probablemente formara parte de una metopa donde se representa una deidad femenina al mando de numerosos caballos alados, varias estelas funerarias de la época clásica, una escultura de mármol de Tritón del periodo helenístico, un reloj de sol de mármol de Andrónico de Cirro, también del periodo helenístico, un suelo de mosaico y una estatua fragmentaria del siglo I que probablemente fuera un retrato del emperador Claudio.
|                                           |
| Pieza de cerámica del periodo geométrico. |

|                                            |
| Relieve de terracota (hacia 550-500 a. C.) |

|                                  |
| Busto de mujer, de época romana. |